# 서갑원
서갑원(徐甲源, 1962년 6월 24일 ~ )은 대한민국의 정치인이다.
제17대, 제18대 국회의원이었다. 노무현 정부 시기인 2003년에는 대통령비서실 의전비서관과 대통령비서실 정무제1비서관을 역임하였고 민주당 원내수석부대표를 역임하였다.

## 경력
- 국민대 대학원 박사과정 수료
- 중앙대학교 겸임교수
- 노무현 민주당 최고위원 비서(1992년 ~ 1994년)
- 노무현 前 대통령 비서실 의전·정무비서관
- 前 대통령직속 균형발전위원회 자문위원
- 前 대통령직속 동북아시대위원회 자문위원
- 前 열린우리당 정책위부의장, 원내부대표
- 前 열린우리당 제3·4정조위, 기획위 부위원장
- 前 열린우리당 산업기술특별위원회 위원장
- 前 열린우리당 전남도당 위원장
- 前 한미 FTA 평가위원회 섬유분과 간사위원
- 前 국회 운영위, 장애인특별위원회 위원
- 前 국회 예산결산특별위 계수조정소위 위원
- 前 국회 투자활성화및일자리창출특별위 위원
- 前 국회 산업자원위원회 간사위원
- 前 국회 2012여수세계박람회유치특별위 간사위원
- 前 국회 통일외교통상위원회 위원
- 前 민주당 원내수석부대표
- 17.18대 국회의원(전남 순천시)
- 前 국회 문화체육관광방송통신위원회 위원
- 前 국회 2012여수세계박람회유치특별위 위원
- 중국 베이징대학교 초빙교수
- 2012 ~ 2018.06 : 국민대학교 행정대학원 특임교수
- 2017.02 ~ : 더불어민주당 인재영입위원회 부위원장
- 더불어민주당 전남도당 순천시 지역위원장
- 2018.07 ~ 2019.08: 제2대 신한대학교 총장

## 전과
- 국회에서의증언감정등에관한법률위반: 벌금 2,000,000원 - 2004년 9월 6일 선고[1]
- 정치자금법위반: 벌금 12,000,000원 - 2010년 6월 18일 선고[1]

## 학력
- 1975년 순천인안초등학교 졸업
- 1978년 순천매산중학교 졸업
- 1981년 순천매산고등학교 졸업
- 1986년 국민대학교 법과대학 LL.B.

## 역대 선거 결과
|  | 49.81% |

|  | 77.45% |

|  | 40.32% |